# Червоні Луки (П'ятихатський район)
Червоні Луки — колишнє село в Україні, П'ятихатському районі Дніпропетровської області. Ліквідоване. Було розташоване на околиці селища Лихівка. За півкілометри від села знаходилося також ліквідоване у 1991 році село Польове Холодіївської сільради.